# Угнежђени RAID нивои
Нивои угнежђеног RAID-а представљају комбинацију два или више стандардна RAID нивоа ради побољшања перформанси и/или добијања додатне редудантности. Синоним за угнежђени RAID је хибридни RAID.

## RAID 0+1
RAID 0+1 или RAID 01 је ниво RAID-а који се користи и за копирање и за дељење података на дисковима. RAID 0+1 представља слику трака RAID-а. Капацитет RAID-а 0+1 је исти као и капацитет RAID-а 1, ког кога се једна половина укупног капацитета користи за пресликавање података са друге половине.
{\displaystyle (N/2)\cdot S_{\mathrm {min} }}
N је укупан број дискова а {\displaystyle S_{\mathrm {min} }} је капацитет најмањег диска.
Минималан број дискова за имплементирање RAID-а 0+1 је три, од чега су две независне партиције подељене на траке преко три диска. Чешћа је пракса да се користи најмање четири диска јер је једноставније са парним бројем дискова.

## RAID 1+0
RAID 1+0 (RAID 1&0, RAID 10) је сличан RAID-у 0+1 са изузетком да се RAID нивои користе обрнуто - RAID 1+0 представља траку слика.

### "Близак" или "далек" , предности бутабилног RAID-а
Постоји нестандардна дефиниција RAID-а 10 која је настала за Linux MD драјвер:
RAID 10, који је признало удружење индустрије за складиштење и који обично имплементирају RAID контролери, представља RAID 0 низ слика (које могу бити двостране или тростране) и захтева минимум четири диска.
Линуксов RAID 10 се може имплементирати са само 2 диска. Имплементација са два диска, као што је ова, нуди избор распореда.

### Примери
Типично се већи низови дискова комбинују за професионалне апликације. У врхунским конфигурацијама, стручњаци су очекивали да PCIe и SAS складишта доминирају и евентуално да замене интерфејсе дезајниране за вртење метала. Такође се за ове интерфејсе очекивало да буду даље интегрисани са едернет (енгл. Ethernet) и мрежним складиштима што је сугерисало да би подаци на тракама којима се ретко приступа могли често да се лоцирају преко мреже и да би већи низови који користе протоколе као што су iSCSI постали учесталији. На слици је приказан пример где су три колекције од 120 GB нивоа 1 распоређене тракасто заједно, чинећи укупан простор од 360 GB.

### Перформанса
Према спецификацијама произвођача и званичних независних мерила,, у већини случајева RAID 10 обезбеђује бољу пропусност и мање кашњење него сви остали RAID нивои, осим RAID-а 0 (који има бржи проток).
RAID 10 се преферира код апликација које интензивно користе улаз/излаз, као што су базе података, имејл, веб-сервери, као и за било коју другу врсту употребе које захтевају високу перформансу дискова.

### Имплементација
Имплементација RAID-а 10 језгра Линукса (енгл. Linux kernel) није угнежђена. Пресликавање и дељење података на траке се врше у једном процесу. Само одређени распореди представљају стандардан RAID 10.

## RAID 100 (RAID 1+0+0)
RAID 100 (RAID 10+0) је трака RAID-ова 10. Логички је еквивалентан широком RAID 10 низу, али се имплементира користећи RAID 0 софтер умерсто RAID 10 хардвера. Тиме што је подељен на траке у два смера, RAID 100 се описује као "карирани RAID".

## RAID 50
RAID 50 комбинује директну поделу блокова по нивоима RAID-а 0 са дистрибуисаном парношћу RAID-а 5. Ово представља RAID 0 низ који је тракасто подељен преко елемената RAID-а 5. Захтева најмање шест дискова.
На првој слици је пример где су три колекције од 240 GB RAID-а 5 тракасто подељене тако да заједно чине целину од 720 GB.
Сваки диск из сваког RAID 5 низа може да откаже а да се не угрозе подаци. Међутим, ако се не замени диск који је отказао и ако откаже било који диск из низа тог скупа, доћи ће до губитка података са целог низа. Време које је потребно да се детектује и поправи диск тј. грешка, представља период рањивости RAID скупа.
На другој слици, скупови података могу бити подељени преко оба RAID скупа. Скуп података од 5 блокова би имао 3 блока уписана у први RAID скуп а следећа 2 блока би се налазила на другом RAID скупу. Зто што поузданост система зависи од брзе замене покварених дискова, честа је пракса да се конструише три RAID-а 5 са по шест дискова тако да сваки има своју "врућу резерву" (енгл. hot spare) која може одмах да почне са заменом диска. 
Конфигурација RAID скупова ће утицати на укупну толеранцију грешке. Изградња три RAID-а 5 са по седам дискова има већи капацитет и ефикасност складиштења, али зато може да издржи највише три отказивања дискова. Ово не решава проблем да се низ изложава максималном напору читањем сваког бита да би обновио низ баш у време када је најрањивији. Иградња седам RAID 5 скупова од по три диска може да издржи чак седам отказивања дискова ако се налазе у различитим скуповима, али има мањи капацитет и ефикасност складиштења.
RAID 50 има бољу перформансу од RAID-а 5 нарочито током уписивања и обезбеђује бољу толеранцију грешке. Овај ниво се препоручује за апликације које захтевају високу толеранцију грешке, капацитет и перформансе случајног позиционирања.
Како се повећавају број дискова у RAID-у и капацитет дискова, долази до утицаја на време опоравка од отказа диска. Исто тако се и интервал за поновну изградњу RAID скупа повећава.

### RAID 53
RAID 53 је обично користи као назив за RAID 30 тј. за RAID 3+0.

## RAID 60 (RAID 6+0)
RAID 60 комбинује директну поделу блокова по нивоима RAID-а 0 са дистрибуираном двоструком парношћу RAID-а 6. То чини RAID 0 низ који је тракасто подељен преко елемената RAID-а 6. Он захтева најмање осам дискова.